# La Gloria (västra La Trinitaria kommun)
La Gloria är en ort i Mexiko.   Den ligger i kommunen La Trinitaria och delstaten Chiapas, i den sydöstra delen av landet, 900 km sydost om huvudstaden Mexico City. La Gloria ligger 799 meter över havet och antalet invånare är 1 874.
Terrängen runt La Gloria är kuperad norrut, men söderut är den platt. Runt La Gloria är det ganska glesbefolkat, med 42 invånare per kvadratkilometer. Närmaste större samhälle är La Trinitaria, 19,5 km nordväst om La Gloria. Omgivningarna runt La Gloria är en mosaik av jordbruksmark och naturlig växtlighet.